# A-League Men 2023/24
Die A-League Men 2023/24 war die dritte Spielzeit der höchsten australischen Fußballliga unter diesem Namen und die 19. seit ihrer Gründung im Jahr 2005. Die reguläre Saison begann am 20. Oktober 2023 und endete am 1. Mai 2024. Im Mai 2024 war im Anschluss die Finalrunde. Titelverteidiger dieser Saison war Central Coast Mariners.

## Modus
Die Vereine spielen zunächst ein leicht erweitertes Zweirundenturnier aus, womit sich insgesamt 27 Spiele pro Mannschaft ergeben. Es wird nach der 3-Punkte-Regel gespielt (drei Punkte pro Sieg, ein Punkt pro Unentschieden). Die Tabelle wird nach den folgenden Kriterien bestimmt:
1. Anzahl der erzielten Punkte
2. Tordifferenz aus allen Spielen
3. Anzahl Tore in allen Spielen
4. Anzahl der erzielten Punkte im direkten Vergleich
5. Tordifferenz im direkten Vergleich

Am Ende der regulären Saison qualifizieren sich die beiden punktbesten Mannschaften direkt für das Halbfinale der Finalrunde. Ihre beiden Gegner werden im Viertelfinale zwischen den Tabellendritten bis -sechsten ermittelt. Die bessere Mannschaft der regulären Saison ist in beiden Runden jeweils gegen die schlechteste Mannschaft gesetzt. Das Halbfinale wird wie seit der letzten Saison in Hin- und Rückspiel ausgetragen. Der Sieger des Grand Final wird australischer Meister.
Die beste Mannschaft der regulären Saison, die auch als Premiershipsieger bezeichnet wird, wird sich für die Ligaphase der AFC Champions League Elite 2024/25 qualifizieren. Ein Platz in der Gruppenphase der AFC Champions League Two 2024/25 geht an den Sieger des Australia Cups. Eine Ausnahme bildet hier der neuseeländische Verein Wellington Phoenix, der kein Mitglied der AFC ist und damit von allen asiatischen Wettbewerben ausgeschlossen ist.
Einen Abstieg in die zweitklassigen National Premier Leagues gibt es nicht.

## Teilnehmer
| Verein                   | Heimatstadt, Bundesstaat   | Ligazugehörigkeit | Stadion                                                  | Kapazität            |
| ------------------------ | -------------------------- | ----------------- | -------------------------------------------------------- | -------------------- |
| Adelaide United          | Adelaide, South Australia  | seit 2005         | Hindmarsh Stadium                                        | 16.500               |
| Brisbane Roar            | Brisbane, Queensland       | seit 2005         | Dolphin Stadium                                          | 11.500               |
| Central Coast Mariners   | Gosford, New South Wales   | seit 2005         | Central Coast Stadium                                    | 20.059               |
| Macarthur FC             | Sydney, New South Wales    | seit 2020         | Campbelltown Stadium                                     | 20.000               |
| Melbourne City FC        | Melbourne, Victoria        | seit 2010         | Melbourne Rectangular Stadium                            | 30.500               |
| Melbourne Victory        | Melbourne, Victoria        | seit 2005         | Marvel Stadium AAMI Park                                 | 56.347 30.050        |
| Newcastle United Jets    | Newcastle, New South Wales | seit 2005         | McDonald Jones Stadium                                   | 33.000               |
| Perth Glory              | Perth, Western Australia   | seit 2005         | HBF Park                                                 | 20.500               |
| Sydney FC                | Sydney, New South Wales    | seit 2005         | Jubilee Oval Leichhardt Oval                             | 20.500 20.000        |
| Wellington Phoenix       | Wellington, Neuseeland     | seit 2007         | Wellington Regional Stadium                              | 34.500               |
| Western Sydney Wanderers | Sydney, New South Wales    | seit 2012         | CommBank Stadium                                         | 30.000               |
| Western United           | Melbourne, Victoria        | seit 2019         | Kardinia Park Melbourne Rectangular Stadium Mars Stadium | 36.000 30.500 11.000 |

## Abschlusstabelle
| Pl.             | Verein                     | Sp. | S  | U  | N  | Tore    | Diff. | Punkte |
| --------------- | -------------------------- | --- | -- | -- | -- | ------- | ----- | ------ |
| 1.              | Central Coast Mariners (M) | 27  | 17 | 4  | 6  | 049:270 | +22   | 55     |
| 2.              | Wellington Phoenix         | 27  | 15 | 8  | 4  | 042:260 | +16   | 53     |
| 3.              | Melbourne Victory          | 27  | 10 | 12 | 5  | 043:330 | +10   | 42     |
| 4.              | Sydney FC                  | 27  | 12 | 5  | 10 | 052:410 | +11   | 41     |
| 5.              | Macarthur FC               | 27  | 11 | 8  | 8  | 045:480 | −3    | 41     |
| 6.              | Melbourne City FC          | 27  | 11 | 6  | 10 | 050:380 | +12   | 39     |
| 7.              | Western Sydney Wanderers   | 27  | 11 | 4  | 12 | 044:480 | −4    | 37     |
| 8.              | Adelaide United            | 27  | 9  | 5  | 13 | 052:530 | −1    | 32     |
| 9.              | Brisbane Roar              | 27  | 8  | 6  | 13 | 042:550 | −13   | 30     |
| 10.             | Newcastle United Jets      | 27  | 6  | 10 | 11 | 039:470 | −8    | 28     |
| 11.             | Western United             | 27  | 7  | 5  | 15 | 036:550 | −19   | 26     |
| 12.             | Perth Glory                | 27  | 5  | 7  | 15 | 046:690 | −23   | 22     |
| Stand: Endstand |                            |     |    |    |    |         |       |        |

| Zum Saisonende 2023/24: |
| Teilnahme am Halbfinale der Finalrunde und Teilnahme an der Ligaphase der AFC Champions League Elite 2024/25 Teilnahme am Halbfinale der Finalrunde Teilnahme am Viertelfinale der Finalrunde |

| Zum Saisonende 2022/23: |                                                           |
| (M)                     | Amtierender australischer Meister: Central Coast Mariners |

## Kreuztabelle
Die Kreuztabelle stellt die Ergebnisse aller Spiele der regulären Season dar. Die Heimmannschaft ist in der linken Spalte, die Gastmannschaft in der oberen Zeile aufgelistet.
| Heim- / Gastmannschaft   | AU  | BR  | CM  | MA  | MC  | MV  | NJ  | PG  | SY  | WP  | WS  | WU  |     | AU  | BR  | CM  | MA  | MC  | MV  | NJ  | PG  | SY  | WP  | WS  | WU |
| Adelaide United          |     | 0:2 | 3:0 | 1:1 | 6:0 | 1:2 | 3:1 | 3:3 | 1:5 | 2:2 | 1:2 | 4:1 |     |     | 0:4 | 1:2 |     |     |     |     | 4:3 |     |     |     |    |
| Brisbane Roar            | 3:4 |     | 0:3 | 1:3 | 5:1 | 3:2 | 0:2 | 2:1 | 3:0 | 1:1 | 2:2 | 2:2 |     |     |     | 1:2 |     |     | 3:2 |     | 1:2 |     |     |     |    |
| Central Coast Mariners   | 2:0 | 1:2 |     | 1:2 | 2:1 | 2:2 | 3:1 | 4:2 | 1:3 | 2:1 | 1:0 | 4:0 |     | 2:0 |     |     | 2:1 | 1:1 |     |     |     |     |     |     |    |
| Macarthur FC             | 4:3 | 1:1 | 0:3 |     | 2:0 | 1:1 | 1:1 | 2:2 | 1:0 | 0:3 | 4:3 | 1:0 |     |     |     |     |     |     |     |     |     | 1:2 | 1:3 | 3:3 |    |
| Melbourne City FC        | 1:0 | 8:1 | 3:3 | 3:3 |     | 0:0 | 0:0 | 8:0 | 2:0 | 1:0 | 7:0 | 1:2 |     |     |     |     |     | 0:0 |     |     |     |     |     | 1:0 |    |
| Melbourne Victory        | 1:1 | 0:0 | 0:1 | 0:1 | 2:1 |     | 5:3 | 2:1 | 3:0 | 1:1 | 3:4 | 2:1 | 2:0 |     |     |     |     |     |     |     | 1:1 |     |     |     |    |
| Newcastle United Jets    | 0:1 | 3:1 | 0:1 | 2:2 | 0:2 | 1:1 |     | 2:2 | 3:1 | 1:2 | 2:2 | 2:0 |     |     | 1:3 |     |     |     |     |     |     | 1:1 |     |     |    |
| Perth Glory              | 2:4 | 3:2 | 2:0 | 3:2 | 1:2 | 2:3 | 2:2 |     | 1:1 | 0:0 | 1:2 | 3:4 |     |     |     |     | 4:2 |     | 2:2 |     |     | 3:4 |     |     |    |
| Sydney FC                | 2:1 | 1:1 | 2:0 | 0:2 | 1:1 | 0:2 | 4:0 | 3:2 |     | 3:1 | 0:1 | 4:2 |     |     |     |     |     |     |     | 7:1 |     |     | 2:1 |     |    |
| Wellington Phoenix       | 3:2 | 5:2 | 0:0 | 3:0 | 1:0 | 1:1 | 0:3 | 2:1 | 2:1 |     | 2:0 | 2:0 |     | 1:0 |     |     |     | 1:0 |     |     |     |     |     |     |    |
| Western Sydney Wanderers | 1:0 | 1:2 | 0:1 | 3:1 | 1:0 | 3:4 | 3:3 | 2:0 | 1:4 | 0:0 |     | 5:0 |     |     |     |     | 1:2 |     |     | 1:2 |     |     |     | 1:3 |    |
| Western United           | 1:3 | 2:1 | 0:2 | 4:2 | 1:2 | 2:2 | 0:1 | 1:0 | 2:2 | 0:1 | 0:1 |     | 3:3 |     |     |     |     |     | 2:0 |     |     |     |     |     |    |

## Finalrunde

### Viertelfinale
Die Spiele wurden am 4. und 5. Mai 2024 ausgetragen.
| Datum                   |                       | Ergebnis                         |                    |
| ----------------------- | --------------------- | -------------------------------- | ------------------ |
| 4. Mai 2024, 19:45 AEST | Melbourne Victory (3) | 1:1 n. V. (1:1, 0:1) (3:2 i. E.) | Melbourne City (6) |
| 5. Mai 2024, 17:00 ACST | Sydney FC (4)         | 4:0 (1:0)                        | Macarthur FC (5)   |

### Halbfinale
Die Spiele wurden zwischen dem 17. und 22. Mai 2022 ausgetragen.
|                   | Gesamt |                        | Hinspiel  | Rückspiel            |
| ----------------- | ------ | ---------------------- | --------- | -------------------- |
| Sydney FC         | 1:2    | Central Coast Mariners | 1:2 (1:1) | 0:0                  |
| Melbourne Victory | 2:1    | Wellington Phoenix     | 0:0       | 2:1 n. V. (1:1, 0:0) |

### Grand Final
| Central Coast Mariners                                       | Central Coast Mariners | Melbourne Victory | Melbourne Victory | Aufstellung                                                |
| ------------------------------------------------------------ | --- | --- | ----------------- | ---------------------------------------------------------- |
| Central Coast Mariners                                       | \| 25. Mai 2024 um 19:45 Uhr in Gosford (Central Coast Stadium) \| \| Ergebnis: 3:1 n. V. (1:1, 0:0) \| \| Zuschauer: 21.379 \| \| Schiedsrichter: Alexander King \| \| Spielbericht \|                                                                                         | \| 25. Mai 2024 um 19:45 Uhr in Gosford (Central Coast Stadium) \| \| Ergebnis: 3:1 n. V. (1:1, 0:0) \| \| Zuschauer: 21.379 \| \| Schiedsrichter: Alexander King \| \| Spielbericht \| | Melbourne Victory | Aufstellung Central Coast Mariners gegen Melbourne Victory |
| Central Coast Mariners                                       | Danny Vukovic – Storm Roux (70. Ronald Barcellos), Dan Hall, Brian Kaltak, Jacob Farrell – Mikael Doka, Brad Tapp (70. Harry Steele), Max Balard, Christian Theoharous (57. Miguel Di Pizio) – Alou Kuol (46. Ryan Edmondson), Josh Nisbet Cheftrainer: Mark Jackson ( England) | Paul Izzo – Jason Geria, Damien Da Silva, Roderick Miranda , Adama Traoré (115. Connor Chapman) – Jordi Valadon (90.+1' Jake Brimmer), Ryan Teague, Daniel Arzani (75. Ben Folami), Zinédine Machach (75. Roly Bonevacia), Salim Khelifi (58. Nishan Velupillay) – Bruno Fornaroli (90.+1' Chris Ikonomidis) Cheftrainer: Tony Popovic | Melbourne Victory | Aufstellung Central Coast Mariners gegen Melbourne Victory |
| Central Coast Mariners                                       | 1:1 Edmondson (90.+1') 2:1 Di Pizio (97.) 3:1 Edmondson (120.+1') | 0:1 Geria (50.) | Melbourne Victory | Aufstellung Central Coast Mariners gegen Melbourne Victory |
| Central Coast Mariners                                       | Farrell (83.) | Triaoré (21.), Arzani (70.), Da Silva (106.) | Melbourne Victory | Aufstellung Central Coast Mariners gegen Melbourne Victory |
| Central Coast Mariners                                       | Spieler des Spiels: Ryan Edmondson (Central Coast Mariners) | | Melbourne Victory | Aufstellung Central Coast Mariners gegen Melbourne Victory |
| 25. Mai 2024 um 19:45 Uhr in Gosford (Central Coast Stadium) | | |                   |                                                            |
| Ergebnis: 3:1 n. V. (1:1, 0:0)                               | | |                   |                                                            |
| Zuschauer: 21.379                                            | | |                   |                                                            |
| Schiedsrichter: Alexander King                               | | |                   |                                                            |
| Spielbericht                                                 | | |                   |                                                            |

## Torschützenliste
| Platz           | Nat         | Spieler                   | Mannschaft             | Tore |
| --------------- | ----------- | ------------------------- | ---------------------- | ---- |
| 1.              | Australien  | Adam Taggart              | Perth Glory            | 20   |
| 2.              | Australien  | Bruno Fornaroli           | Melbourne Victory      | 18   |
| 3.              | Australien  | Apostolos Stamatelopoulos | Newcastle United Jets  | 17   |
| 4.              | Japan       | Hiroshi Ibusuki           | Adelaide United        | 15   |
| 5.              | Deutschland | Tolgay Arslan             | Melbourne City FC      | 13   |
|                 | Neuseeland  | Kosta Barbarouses         | Wellington Phoenix     | 13   |
|                 | Kolumbien   | Ángel Torres              | Central Coast Mariners | 13   |
| 8.              | Frankreich  | Valère Germain            | Macarthur FC           | 12   |
| 9.              | Brasilien   | Fábio Gomes               | Sydney FC              | 09   |
|                 | England     | Joe Lolley                | Sydney FC              | 09   |
| Stand: Endstand |             |                           |                        |      |